# セミフ・クルチソイ
セミフ・クルチソイ（Semih Kılıçsoy, 2005年8月15日 - ）は、トルコのイスタンブール県イスタンブール出身のプロサッカー選手。スュペル・リグのベシクタシュJK所属。ポジションはフォワード。トルコ代表。

## 経歴
2023年2月26日にベシクタシュJKでプロデビュー。7月27日のKFティラナ戦でプロ初得点を記録した。
2024年1月、ベシクタシュと新たに4年契約を結んだ。

## 代表歴
2024年5月24日、UEFA EURO 2024に臨むトルコ代表の暫定メンバー（35人）に選出され、6月4日のイタリアとの親善試合に出場してA代表デビューした。その後、最終メンバー26人の中に名を連ねた。

## 個人成績

### 代表
| トルコ代表 | 国際Aマッチ | 国際Aマッチ |
| 年         | 出場        | 得点        |
| ---------- | ----------- | ----------- |
| 2024       | 2           | 0           |
| 通算       | 2           | 0           |

## タイトル

### クラブ
ベシクタシュ
- テュルキエ・クパス：1回（2023-24）